# Papierfabrik Laabermühle

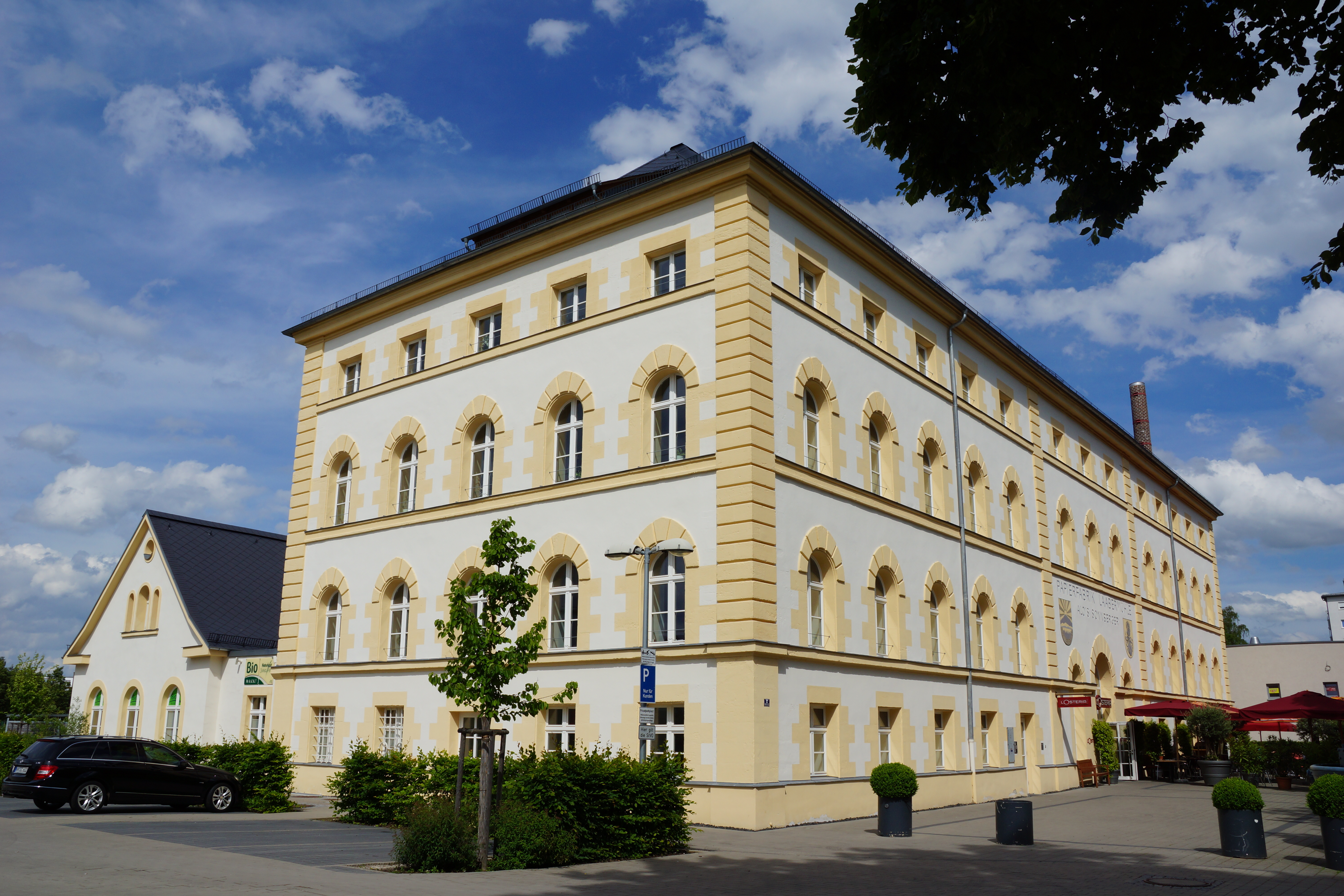
Die ehemalige Papierfabrik Laabermühle in Neumarkt im Jahr 2013

Als Papierfabrik Laabermühle wird ein Gebäudekomplex in Neumarkt in der Oberpfalz bezeichnet, in dem bis zum Jahr 1996 unterschiedliche Fabriken untergebracht waren. Die Gebäude wurden von 1840 bis 1845 als Kunstmühle gebaut und später mit weiteren Fabrikationsanlagen ergänzt. Sie wurden vom Bayerischen Landesamt für Denkmalpflege als Baudenkmal (Aktennummer D-3-73-147-30) ausgewiesen.

## Lage
Die Papierfabrik Laabermühle liegt nordöstlich der Altstadt von Neumarkt in der Oberpfalz zwischen der Mühlstraße und der Amberger Straße. Bis 2004 war das Gebäude an den Pilsach-Leitgraben angeschlossen, der die Mühle antrieb.

## Geschichte
Zur Sicherstellung der Wasserzuführung des Ludwig-Donau-Main-Kanals, der bei Neumarkt in der Oberpfalz seine Scheitelhaltung erreicht, war der Bau des Pilsach-Leitgrabens erforderlich. Als Folge der Änderung des Wasserverlaufs mussten im Einzugsgebiet 20 Mühlen schließen, da für sie das Wasser nicht mehr ausreichte. Als Ersatz für die verlorene Mahlleistung wurde in Neumarkt am Pilsach-Leitgraben zwischen 1840 und 1845 durch ein Konsortium, bestehend aus dem Maschinenfabrikanten Johann Wilhelm Späth, dem Regierungsrat Maximilian von Hartmann und dem Neumarkter Gasthofbesitzer Friedrich Kornburger, eine große Kunstmühle mit Sägewerk gebaut.
Nach dem Ausscheiden von Spaeth verkauften die verbliebenen Besitzer die Kunstmühle an Carl Spitta, den Schwiegersohn und Nachfolger des Nürnberger Unternehmers Carl Zinn. Zinn hatte bereits 1817 in Nürnberg ein Spezerei-, Kolonial- und Farbwarengeschäft gegründet, das später auf das Neumarkter Unternehmen übertragen wurde.

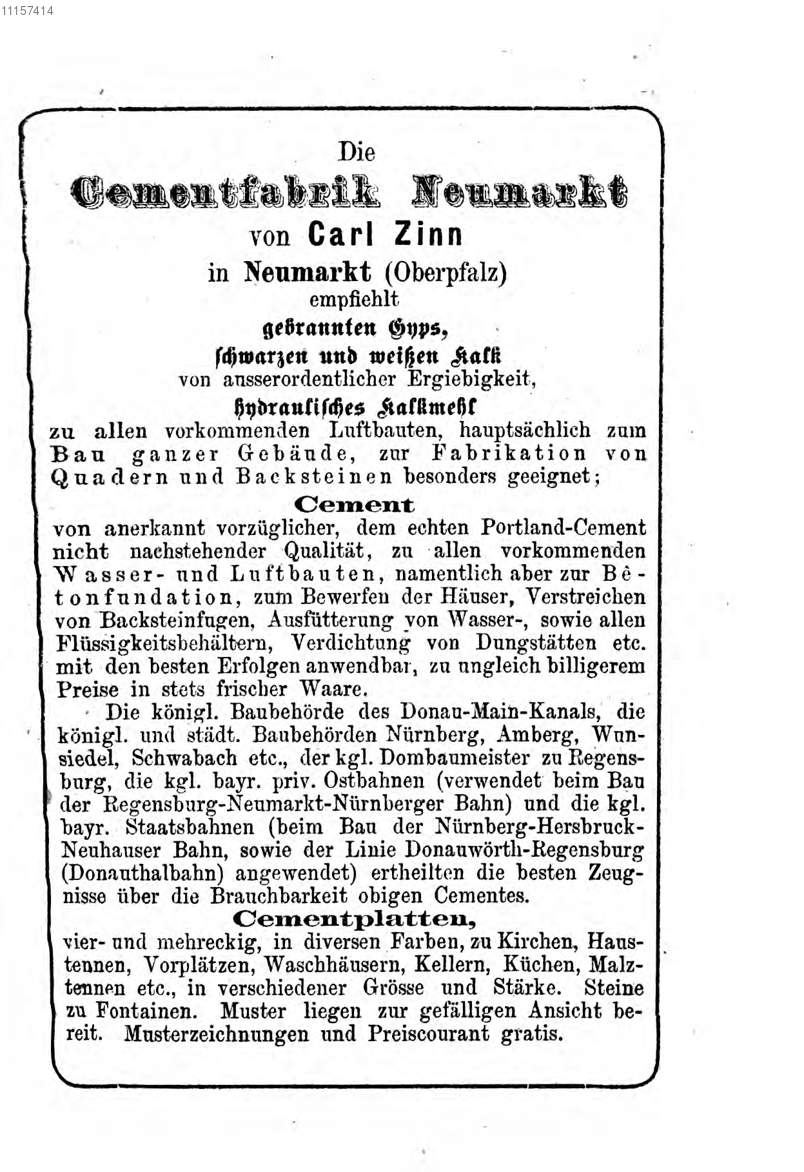
Werbeanzeige aus dem Jahr 1873 für Produkte der Zementfabrik

Im Oktober 1861 brannte das Gebäude der Kunstmühle zum Teil nieder. Beim Wiederaufbau im folgenden Jahr wurde es mit neuen Maschinen ausgestattet und um ein Dampfsägewerk erweitert. Zugleich errichtete man eine Anlage zur Herstellung von Romanzement, der in großen Mengen für den Bau der bayerischen Ostbahn erforderlich war.
1869 übernahm Hermann Spitta, der älteste Sohn von Carl Spitta, die Leitung des Unternehmens. Zur Weiterverarbeitung des in der Kunstmühle hergestellten Mehls richtete Spitta 1874 eine Brotfabrik ein, die ein Jahr später um eine Teigwarenfabrik erweitert wurde.
1878 wurde mit der Herstellung von Nürnberger Lebkuchen für den nationalen und internationalen Markt begonnen und später der Vertrieb durch eine Filiale in München erweitert. 1887 wurde Hermann Spitta zum königlich-bayerischen Hoflieferanten ernannt. Besonders um die Jahrhundertwende erlebte die Lebkuchenfabrik eine Blütezeit. Das Unternehmen unterhielt sogar eine Niederlassung in New York.

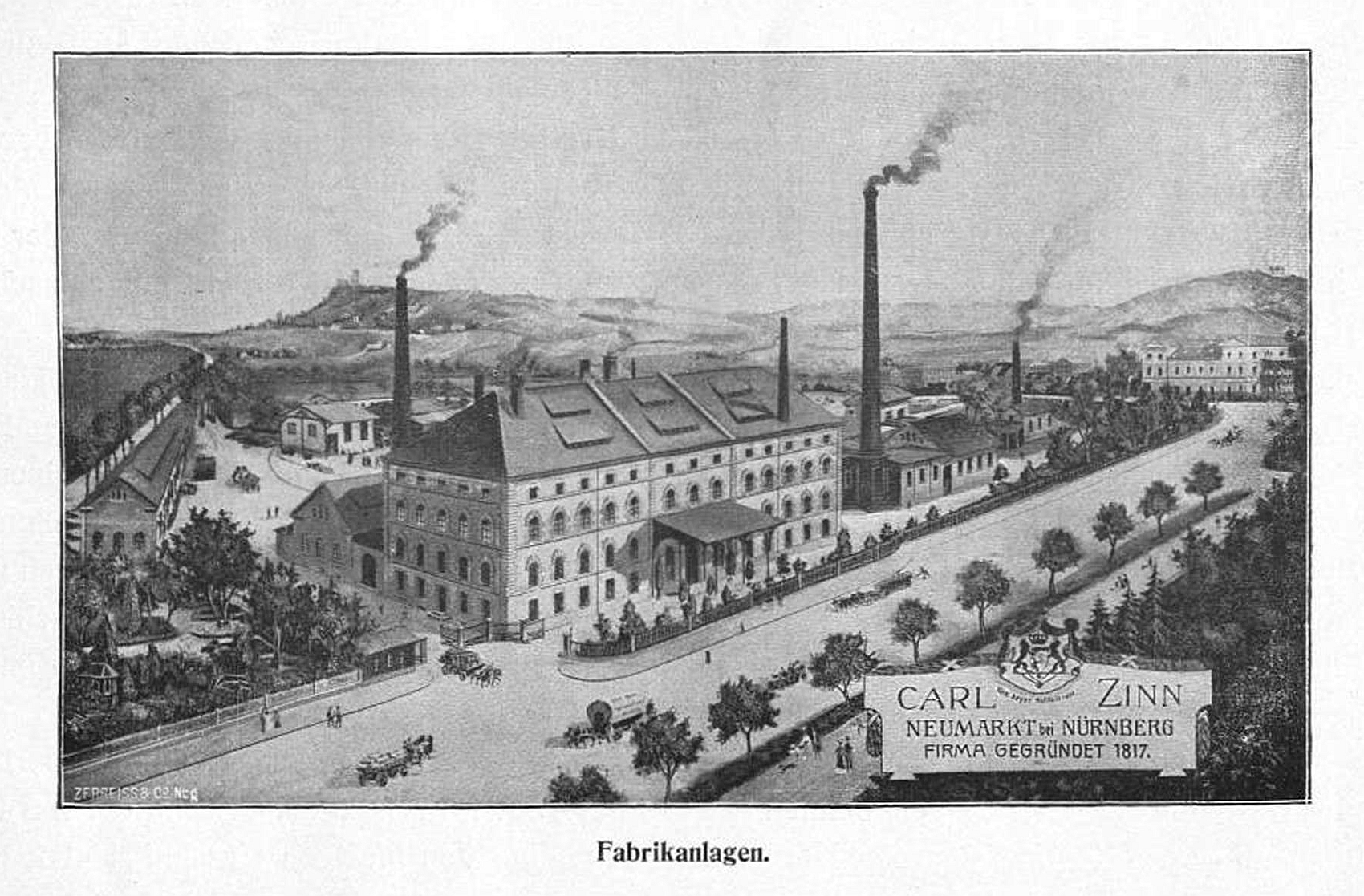
Fabrikanlagen Carl Zinn, ca. 1900

Am 1. Januar 1900 übernahm Carl Spitta, Sohn des Inhabers Hermann Spitta, die Leitung des Unternehmens und führte es bis zur Schließung der Fabrikanlagen am 30. Juni 1920 fort. Spitta verkaufte daraufhin die Gebäude an die Vereinigte Papierlackwarenfabrik Nürnberg, die Hartpapierwaren herstellte. Dieses Unternehmen musste allerdings bereits 1929, bedingt durch die Weltwirtschaftskrise, die Produktion wieder einstellen. Die Gebäude wurden an die Stadt Neumarkt verkauft.
Während des Zweiten Weltkriegs wurden die Gebäude zunächst als Reichsarbeitsdienstlager genutzt und im Jahr 1941 wurde ein Gefangenenlager für russische Kriegsgefangene eingerichtet. In den Kriegsjahren starben zahlreiche Gefangene an Hunger und Verwahrlosung.
Nach dem Krieg eröffnete im Nebengebäude das Alhambra-Kino und die Firma Doka, ein Vorgängerbetrieb der Kabelwerke Reinshagen, begann mit der Produktion von Kabelbäumen.
1956 kaufte der Fabrikant Alois Sonnberger die Gebäude, der bereits bei Sinzing eine Papierfabrik an der schwarzen Laber geleitet hatte. Hieraus entstand der heutige Name des Gebäudes, Papierfabrik Laabermühle, der eigentlich irreführend ist, da das Gebäude in Neumarkt nicht an der Laber liegt.
1989 ging das Unternehmen an seinen Sohn Roland Sonnberger über, der auch noch die Papierfabrik Obermühl betreibt.
Wegen wirtschaftlicher Schwierigkeiten musste 1996 die Produktion der Papierfabrik in Neumarkt eingestellt werden und die Gebäude blieben mehrere Jahre ungenutzt. Im Jahr 2004 wurde der Pilsach-Leitgraben anlässlich der Neugestaltung des Neumarkter Stadtparks umgeleitet und fließt seitdem nicht mehr durch das Gebäude der Papierfabrik.
Als erstes Zeichen der Wiederbelebung eröffnete im Mai 2007 ein Fitness-Studio, später wurden ein Gastronomiebetrieb und ein Biolebensmittelmarkt eingerichtet.

## Gebäude und heutiger Zustand
Von den Fabrikanlagen sind heute noch zwei miteinander verbundene Gebäude erhalten: 
Das Hauptgebäude mit Walmdach besitzt dreieinhalb Geschosse. Die Wandstärke beträgt im Erdgeschoss 140 Zentimeter und verjüngt sich im dritten Geschoss auf 90 Zentimeter. An der Fassade mit Putzrustika wird die Aufteilung der Geschosse durch Fenstergesimse optisch hervorgehoben. Die Fensteröffnungen der mittleren beiden Geschosse sind im Rundbogenstil gestaltet. Das angegliederte eingeschossige Nebengebäude mit Steildach besitzt ebenfalls Fenster im Rundbogenstil. Die Gesamt-Nutzfläche beider Gebäude beträgt 5000 Quadratmeter.
Der trockengelegte Abschnitt des Pilsach-Leitgrabens ist östlich des Hauptgebäudes noch zu erkennen. Im Außenbereich ist der Kollergang der Papierfabrik ausgestellt, der zur Zerkleinerung von Papierrohstoffen diente.

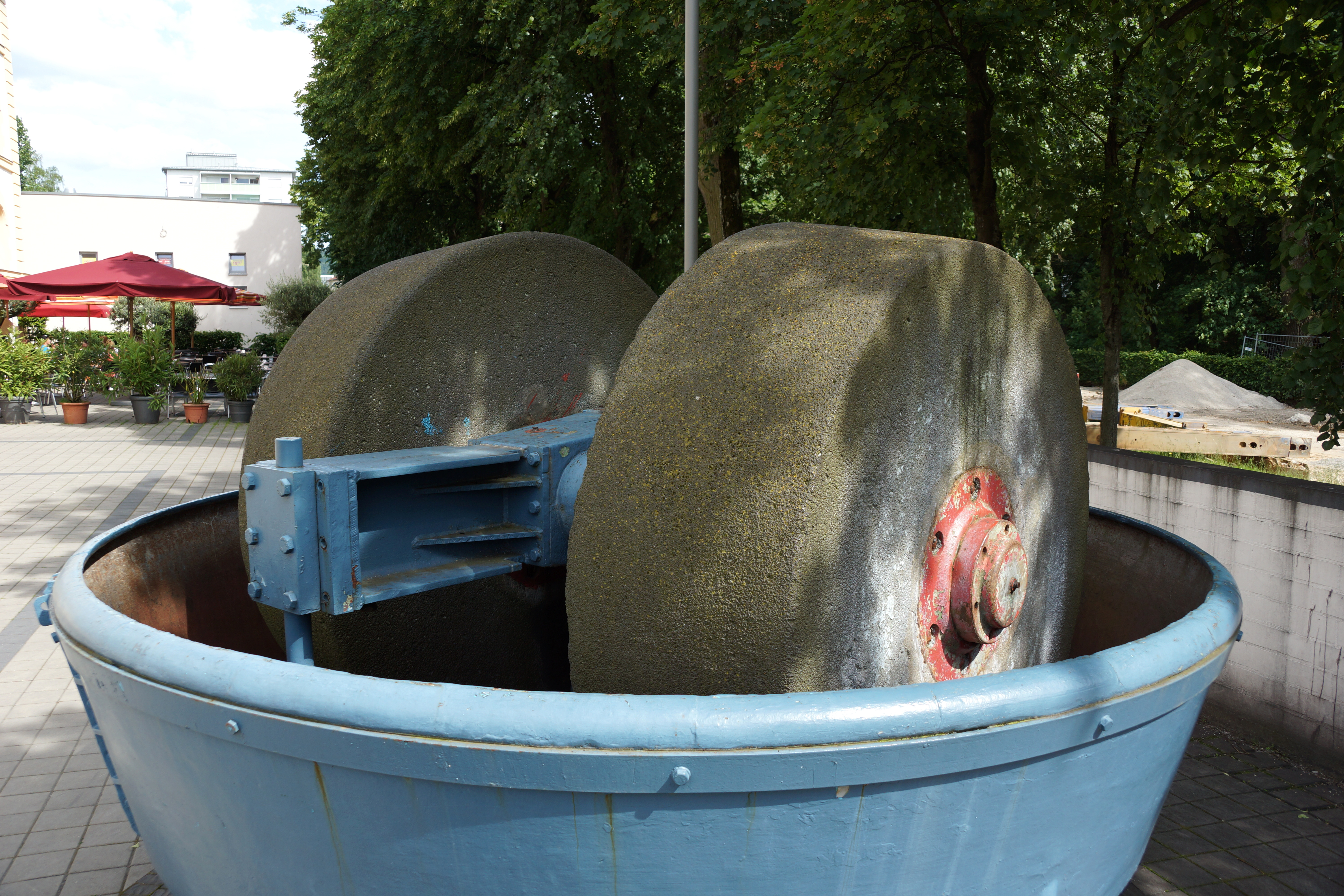
Kollergang der Papierfabrik Laabermühle.

Im Hauptgebäude befinden sich seit September 2009 ein Betrieb der Systemgastronomie und mehrere Büros. Im Nebengebäude ist ein Biolebensmittelmarkt zu finden, der im gleichen Jahr eingerichtet wurde. Auf dem Gelände der ehemaligen Fabrik befindet sich außerdem ein Fitness-Studio.

## Bildergalerie

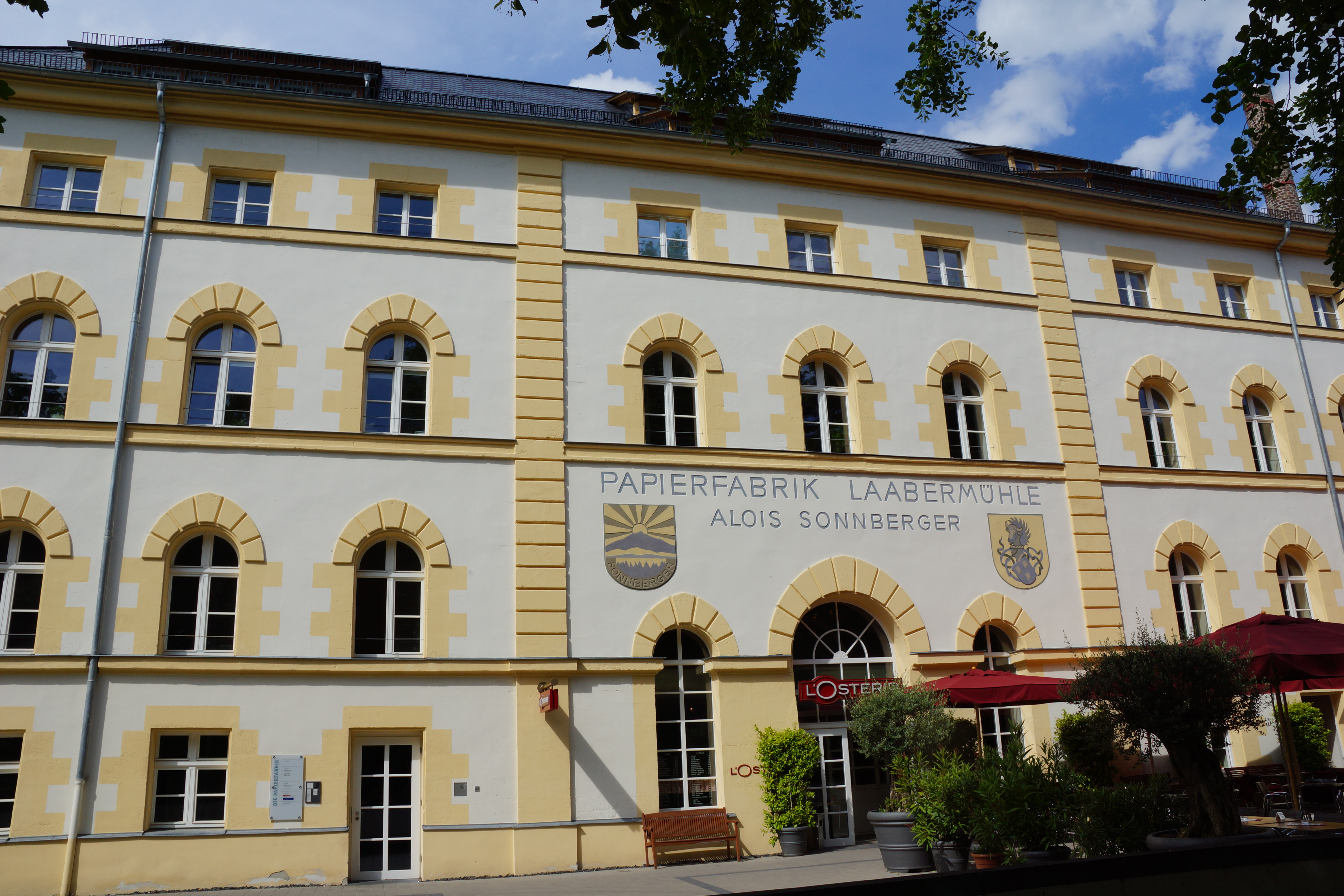
Eingang des Hauptgebäudes
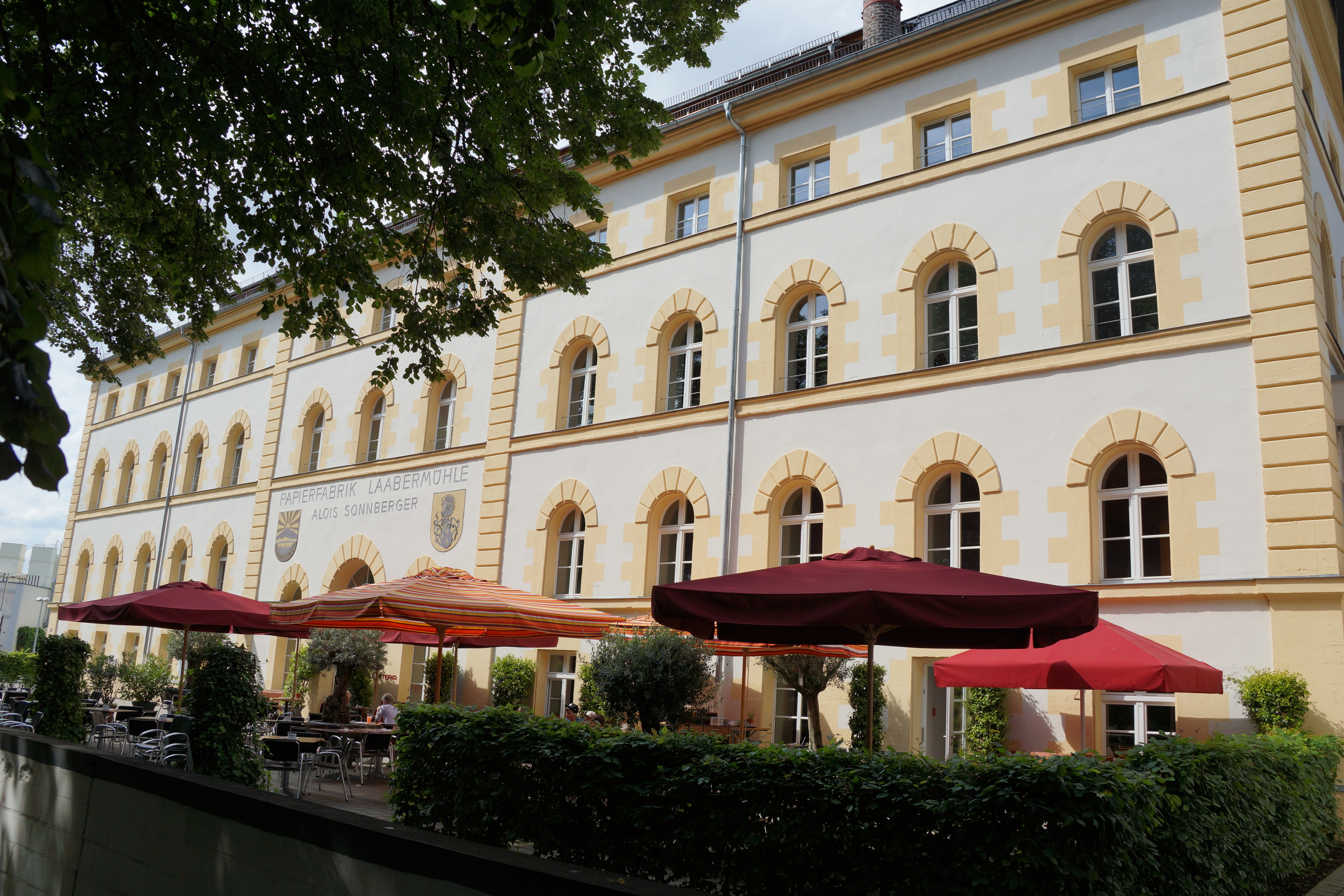
Außenbereich des Gastronomie-Betriebs
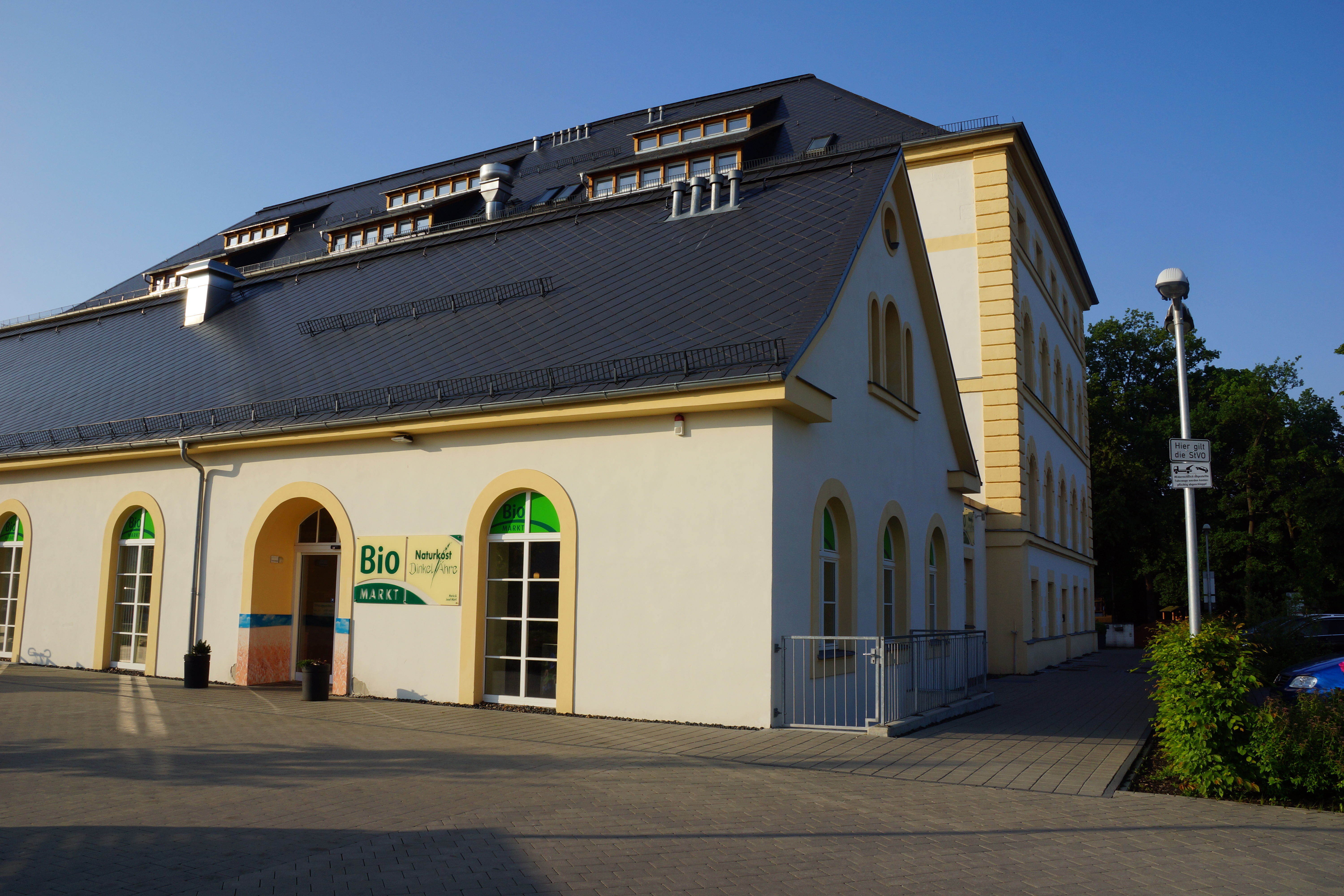
Nebengebäude
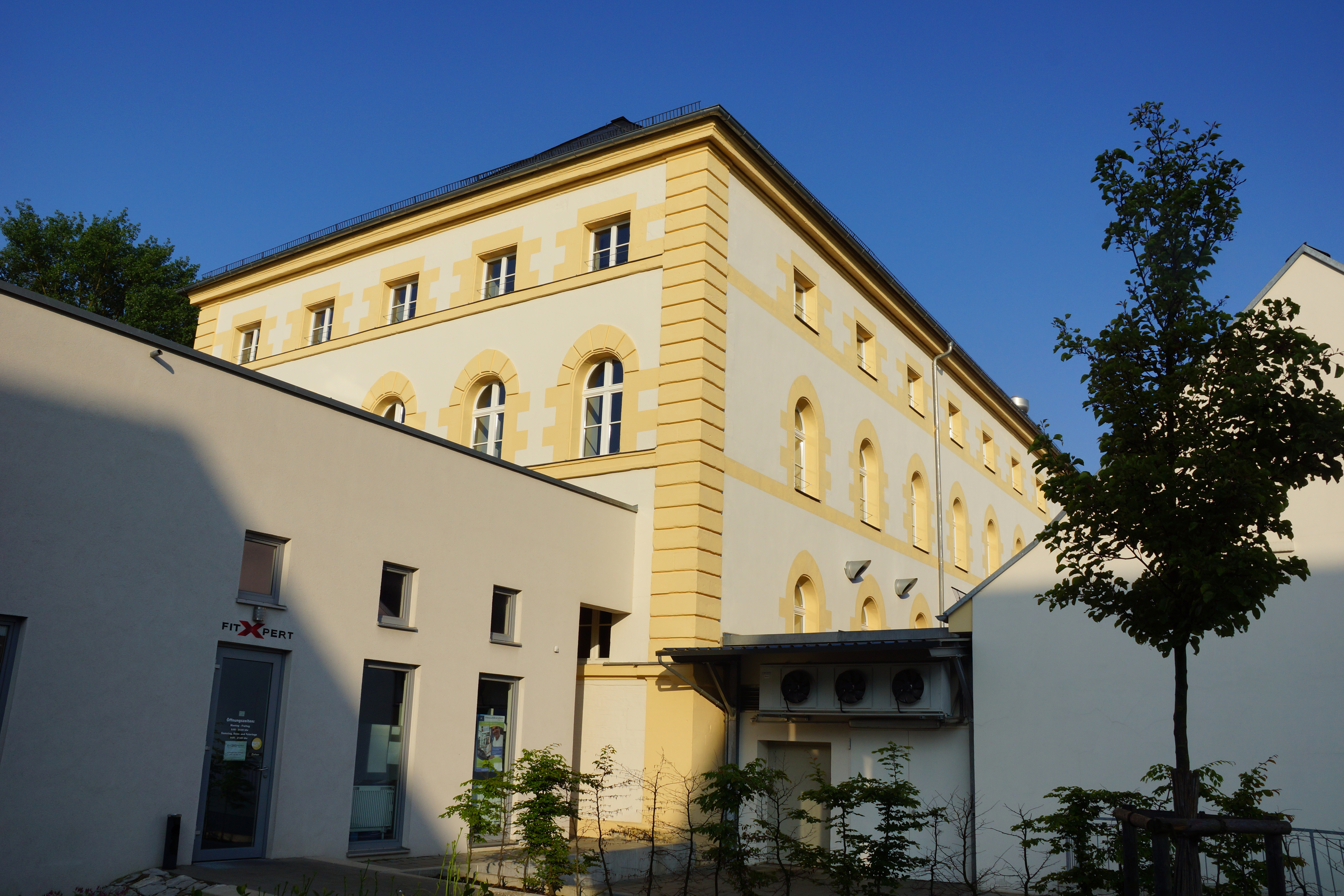
An der Rückseite befand sich die Einleitung des Pilsach-Leitgrabens.
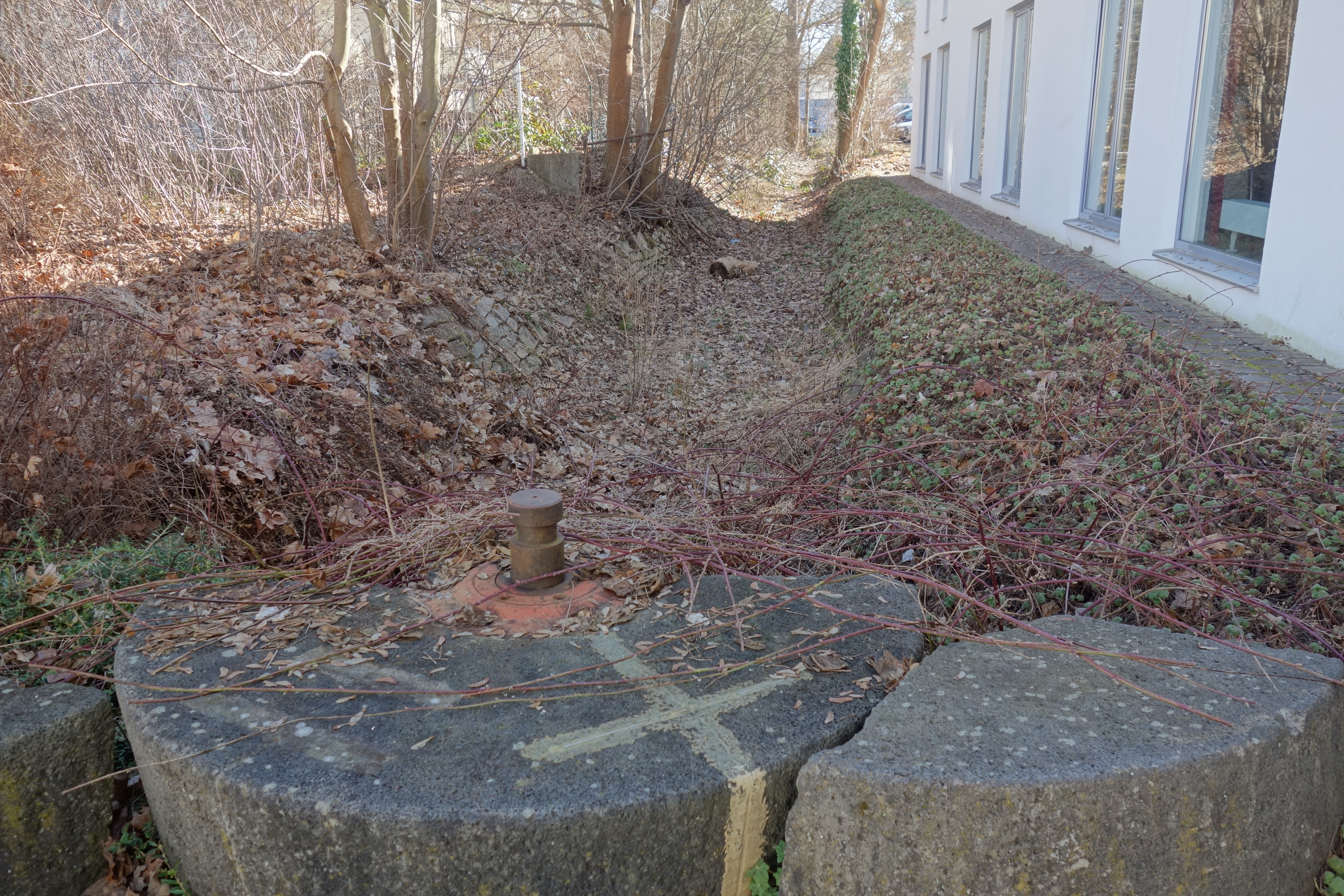
Mühlsteine am trockengelegten Pilsach-Leitgraben vor dem Hauptgebäude